# Asa Briggs
Pour les articles homonymes, voir Briggs.
Asa Briggs, baron Briggs, né le 7 mai 1921 à Keighley (Yorkshire de l'Ouest) et mort le 15 mars 2016 à Lewes (Sussex de l'Est),  est un historien britannique spécialiste de l'époque victorienne. Il est notamment connu pour sa trilogie Victorian People, Victorian Cities et Victorian Things qui a influencé durablement les historiens spécialistes du XIXe siècle.

## Biographie
Né à Keighley dans le Yorkshire de l'Ouest, Asa Briggs fait des études au Keighley Boys' Grammar School, complète un Bachelor of Arts au Sidney Sussex College à Cambridge en 1941, puis un Bachelor of Science en économie au département International Programmes de l'université de Londres, également en 1941.
De 1942 à 1945, pendant la Seconde Guerre mondiale, Briggs sert dans l’Intelligence Corps et travaille à Bletchley Park, unité responsable du décryptage des messages chiffrés. Il est membre de l'unité the Watch, la section qui s'occupe de décoder les messages Enigma des armées de terre et de l'air allemandes.
En 1976, il est créé pair à vie dans la pairie du Royaume-Uni en tant que baron Briggs, ce qui lui permet de siéger à la Chambre des lords.

## Œuvres
(Liste incomplète)
- Série The History of Broadcasting in the United Kingdom en 5 volumes
  - (en) Asa Briggs, The History of Broadcasting in the United Kingdom, vol. I : The Birth of Broadcasting, Oxford University Press, coll. « History of Broadcasting », 25 mai 1995, 436 p. (ISBN 978-0-19-212926-0, lire en ligne)
  - (en) Asa Briggs, The History of Broadcasting in the United Kingdom, vol. II : The Golden Age of Wireless, Oxford University Press, coll. « History of Broadcasting », 25 mai 1995, 672 p. (ISBN 978-0-19-212930-7, lire en ligne)
  - (en) Asa Briggs, The History of Broadcasting in the United Kingdom, vol. III : The War of Words, Oxford University Press, coll. « History of Broadcasting », 25 mai 1995, 720 p. (ISBN 978-0-19-212956-7)
  - (en) Asa Briggs, The History of Broadcasting in the United Kingdom, vol. IV : Sound & Vision, Oxford/New York, Oxford University Press, coll. « History of Broadcasting », 8 mars 1979, 1028 p. (ISBN 978-0-19-212967-3, lire en ligne)
  - (en) Asa Briggs, The History of Broadcasting in the United Kingdom, vol. IV : Competition, Oxford/New York, Oxford University Press, coll. « History of Broadcasting », 25 mai 1995, 1176 p. (ISBN 978-0-19-215964-9)
- (en) Asa Briggs et John Callow, Marx in London : An Illustrated Guide, Lawrence And Wishart Ltd, 1er avril 2008, 128 p. (ISBN 978-1-905007-60-8) Ouvrage illustré
- (en) Asa Briggs, The Age of Improvement, 1783-1867, Routledge, coll. « Silver Library », 21 octobre 1999, 496 p. (ISBN 978-0-582-36959-7)
- (en) Asa Briggs, A Social History of England, The Viking Press, 5 avril 1984, 320 p. (ISBN 978-0-670-65549-6)
- (en) Asa Briggs, Victorian People : A Reassessment of Persons and Themes, 1851-67, University of Chicago Press, 15 avril 1975, 324 p. (ISBN 978-0-226-07488-7, lire en ligne)
- (en) Asa Briggs (préf. Andrew Lees et Lynn Hollen Lees), Victorian Cities, University of California Press, coll. « Classics in Urban History », 24 mars 1993, 411 p. (ISBN 978-0-520-07922-9, lire en ligne)
- (en) Asa Briggs, Victorian Things, University of Chicago Press, 26 janvier 1989, 448 p. (ISBN 978-0-226-07483-2)
- (en) Asa Briggs et Peter Burke, Social History of the Media : From Gutenberg to the Internet, Polity, 8 mars 2010, 320 p. (ISBN 978-0-7456-4495-0, lire en ligne)
- (en) Asa Briggs et Patricia Clavin, Modern Europe, 1789-Present, Routledge, 25 avril 2003, 480 p. (ISBN 978-0-582-77260-1, lire en ligne)
- (en) Asa Briggs, Secret Days : Codebreaking in Bletchley Park, Pen & Sword Books, 1er mai 2011, 256 p. (ISBN 978-1-84832-615-6)
- (en) Barry Cunliffe, Robert Bartlett, Joanna Bourke et Asa Briggs, The Penguin Atlas of British and Irish History, Penguin Books, 1er juin 2002, 320 p. (ISBN 978-0-14-100915-5)
- (en) Asa Briggs, Go to It : Working for Victory on the Home Front 1939-1945, Miller/Mitchell Beazley, mars 2000, 128 p. (ISBN 978-1-84000-262-1)
- (en) Asa Briggs, Wine for Sale : Victoria Wine and the Liquor Trade, 1860-1984, University of Chicago Press, janvier 1986, 208 p. (ISBN 978-0-226-07485-6)
- (en) Jonathan Andrews, Asa Briggs, Roy Porter, Penny Tucker et Keir Waddington, The History of Bethlem, Routledge, 5 septembre 2013, 766 p. (ISBN 978-0-415-86753-5)